# Heinrich Harrer
Heinrich Harrer, avstrijski alpinist, geograf in pisatelj, * 6. julij, 1912, Hüttenberg, † 7. januar 2006, Breže.

## Življenjepis
Sin poštnega uslužbenca Heinrich Harrer je med letoma 1933 in 1938 v Gradcu študiral geografijo in šport. 1. aprila 1938 je postal član SS s činom Oberscharführer, 1. maja 1938 je postal član nacistične stranke NSDAP. Leta 1939 je postal član nemške alpinistične odprave v Himalajo. Tam je bil po izbruhu druge svetovne vojne interniran in je vojno do leta 1944 preživel v taborišču vojnih ujetnikov v Indiji. Tega leta je pobegnil iz internacije in se napotil v Tibet. V glavno mesto Tibeta, Lhaso, je prispel več kot dve leti kasneje in si tam kmalu našel močne zaveznike. Kmalu je postal dober prijatelj Dalaj Lame in dobil celo mesto v tibetanski vladi. Leta 1952 je spremljal Dalaj Lamo na begu pred Kitajci. Istega leta je napisal kultno knjigo Sedem let v Tibetu, po kateri je bil leta 1997 posnet tudi film.